# Вайденталь
Вайденталь (нем. Weidenthal) — община в Германии, в земле Рейнланд-Пфальц. 
Входит в состав района Бад-Дюркхайм. Подчиняется управлению Ламбрехт (Пфальц).  Население составляет 1867 человек (на 31 декабря 2010 года). Занимает площадь 14,49 км².